# Pango-Aluquém
Pango Aluquém je město a okres v angolské provincii Bengo.

## Geografie
Obec má rozlohu 2.754 km² a 45 681 obyvatel.. Na severu obec hraničí s obcí Dembos, na východě s Bula Atumba a Gonguembo, na jihu s Golungo Alto a Cambambe a na západě s obcí Dande.